# Järvakandi
Järvakandi (en estonien : Järvakandi vald) est un bourg qui forme la collectivité territoriale (Alevvald) de Järvakandi située dans le comté de Rapla en Estonie.

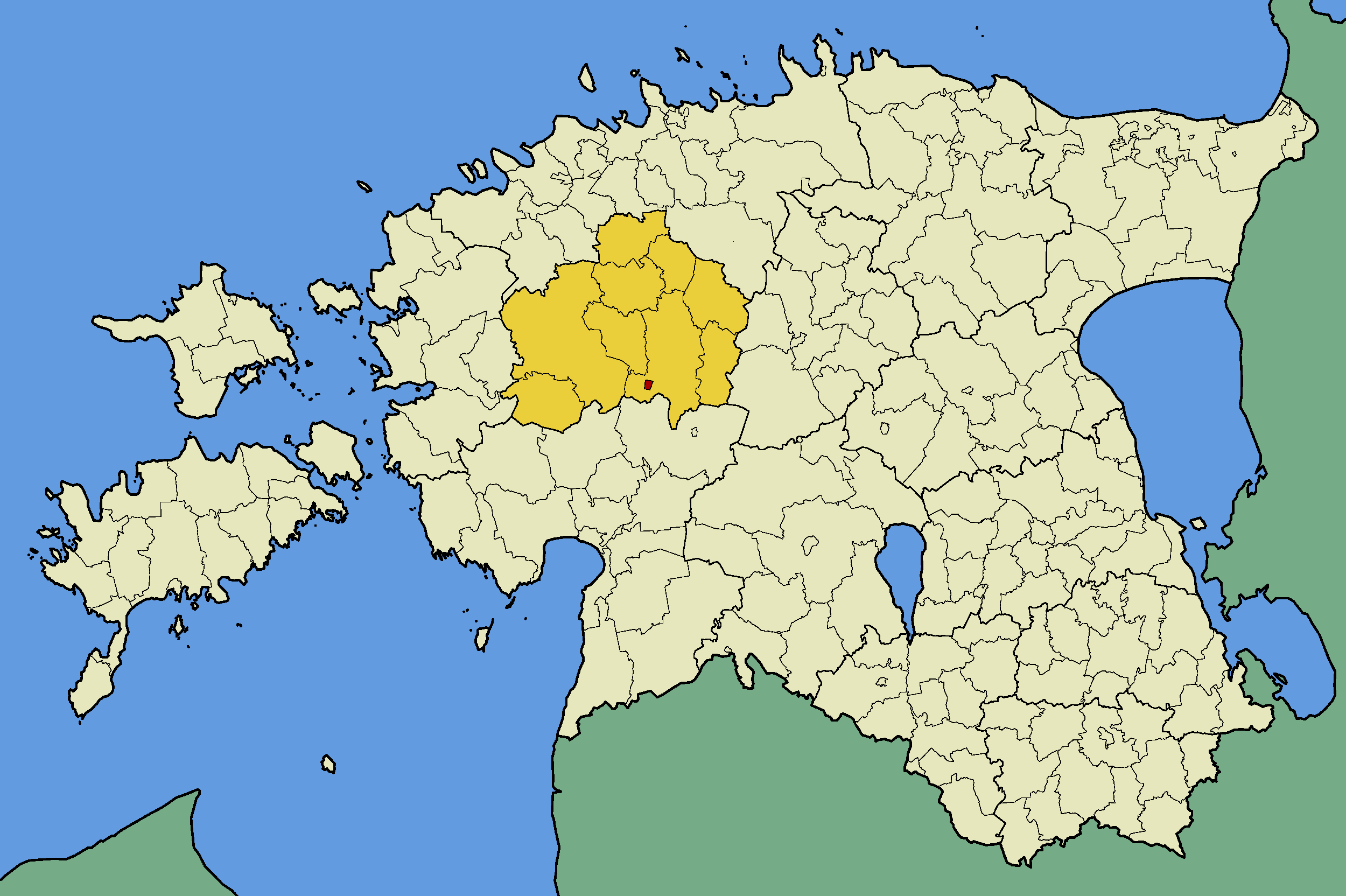
Commune de Järvakandi (en rouge) dans le comté de Rapla (en jaune).

## Géographie
Le bourg s'étend sur 4,83 km2 et compte 1 244 habitants, au 1er janvier 2012.

## Municipalité
La municipalité ne comprend que le bourg de Järvakandi.